# Grou-americano
Grou-americano, grou-trompeteiro, grou-assobiador ou grou-cantor (Grus americana) é uma espécie de grou (fem. grua) da América do Norte. A espécie encontra-se ameaçado sobretudo devido à perda de habitat.
Os adultos têm uma coloração branca, possuindo uma coroa vermelha no topo da cabeça. O bico é alongado, comprido e de cor negra. O pescoço é alongado e as patas são compridas. As pontas das asas são pretas.
O habitat de reprodução é o sapal, onde se alimentam, em águas pouco profundas, de insectos, crustáceos e de plantas. Nidifica no solo e a fêmea tem uma postura de 1 a 3 ovos. Quer o macho quer a fêmea contribuiem para a alimentação das crias.